# Adriana (nome)
Adriana  è un nome proprio di persona italiano femminile.

## Varianti
- Ipocoristici: Adria
- Maschili: Adriano[1][3]

### Varianti in altre lingue
- Ceco: Adriana[2]
- Croato: Adrijana[2], Jadranka[2]
- Francese: Adrienne[2][4]
- Inglese: Adriana[2][4], Adrianna[2], Adrianne[2]
  - Ipocoristici: Adie[4], Drina[2][4]

- Latino: Hadriana[2]
- Ligure: Adriana[5]
- Polacco: Adriana[2], Adrianna[2]
- Portoghese: Adriana[2], Adriane
- Rumeno: Adriana[2]
- Serbo: Адријана (Adrijana)[2], Јадранка (Jadranka)[2]

- Slovacco: Adriana[2]
- Sloveno: Adrijana[2], Jadranka[2]
- Spagnolo: Adriana[2]
- Ungherese: Adrienn[2]

## Origine e diffusione
È la forma femminile di Adriano che, derivando dal cognomen romano Hadrianus, significa "abitante di Adria" oppure "abitante di Atri".
In inglese, il nome è in uso dal XVI secolo, anche se è stato mescolato con Audrey, e venne utilizzato da Shakespeare ne La commedia degli errori.

## Onomastico
Il nome è adespota, non essendoci sante con questo nome. L'onomastico può essere festeggiato il 1º novembre, in occasione di Ognissanti, oppure in corrispondenza di quello maschile (vedi Adriano (nome)).

## Persone
- Adriana Asti, attrice italiana
- Adriana Barraza, attrice messicana

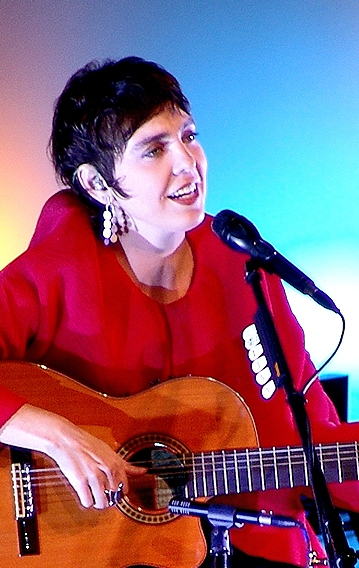
Adriana Calcanhotto

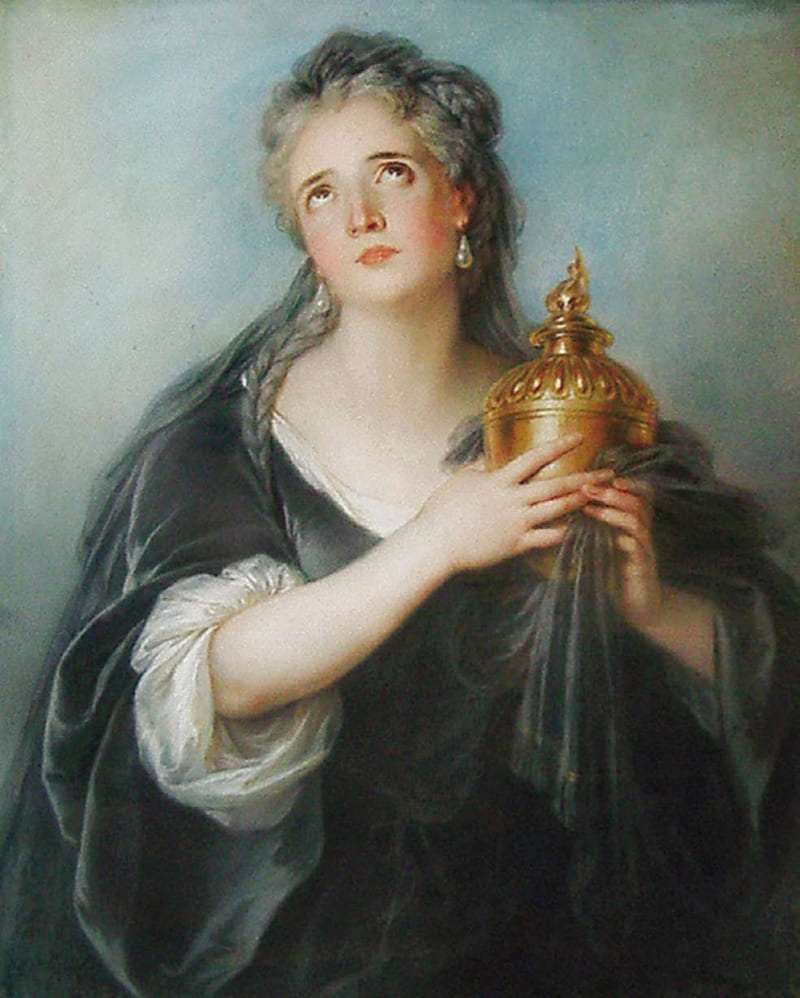
Adrienne Lecouvreur

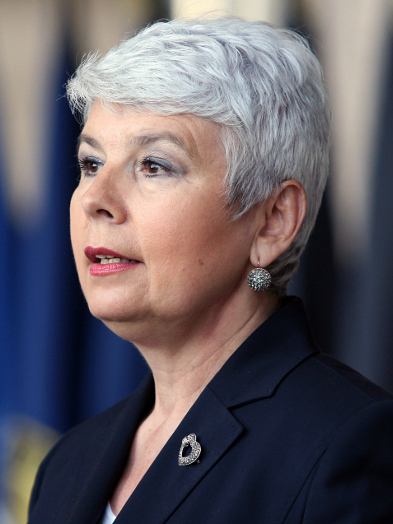
Jadranka Kosor

- Adriana Basile, cantante e musicista italiana
- Adriana Benetti, attrice italiana
- Adriana Calcanhotto, cantante e compositrice brasiliana
- Adriana Caselotti, attrice e doppiatrice statunitense
- Adriana De Roberto, attrice, doppiatrice e direttrice del doppiaggio italiana
- Adriana Ivancich, nobildonna nota per aver intrecciato una relazione sentimentale con Ernest Hemingway
- Adriana Lima, supermodella brasiliana
- Adriana Poli Bortone, politica italiana
- Adriana Russo, attrice italiana
- Adriana Serra, attrice, conduttrice televisiva e annunciatrice televisiva italiana
- Adriana Sklenaříková, supermodella slovacca
- Adriana Ugarte, attrice spagnola
- Adriana Volpe, modella, conduttrice televisiva e attrice italiana

### Variante Adrienne
- Adrienne Ames, attrice statunitense
- Adrienne Bailon, attrice e cantante statunitense
- Adrienne Barbeau, attrice, doppiatrice e scrittrice statunitense
- Adrienne Clarkson, giornalista e politica hongkonghese naturalizzata canadese
- Adrienne Corri, attrice e saggista britannica
- Adrienne Kroell, attrice statunitense
- Adrienne Lecouvreur, attrice teatrale francese
- Adrienne Rich, poetessa, saggista, insegnante e femminista statunitense
- Adrienne Shelly, attrice, regista e sceneggiatrice statunitense
- Adrienne von Speyr, mistica, medico e scrittrice svizzera
- Adrienne Wilkinson, attrice, doppiatrice e produttrice cinematografica statunitense

### Altre varianti
- Adrianna Biedrzyńska, attrice polacca
- Adrianne Curry, modella statunitense
- Jadranka Kosor, politica e giornalist croata
- Jadranka Barjaktarović, cantante montenegrina
- Adrianna Lamalle, atleta francese
- Adrianne Palicki, attrice e modella statunitense

## Il nome nelle arti
- Adriana Lecouvreur è il titolo di un'opera lirica di Francesco Cilea
- Adriana è un personaggio di Amorosa visione (canto XXII) di Giovanni Boccaccio e in altre sue opere dove viene a volte confusa con Arianna.
- Adriana è la moglie di Antifolo di Efeso in La commedia degli errori di William Shakespeare.
- Adriana è chiamato il nome di un'apparizione in Silvia di Gérard de Nerval.
- Adriana è la protagonista del romanzo La romana di Alberto Moravia.
- Adriana è un personaggio di La bella di Lodi (capitolo 4) di Alberto Arbasino.
- La "sora Adriana" è un personaggio di Ragazzi di vita di Pier Paolo Pasolini.
- Adriana è un personaggio della serie televisiva Nikita.
- Adriana è la protagonista del film Io la conoscevo bene di Antonio Pietrangeli.
- Adriana è un personaggio del film del 1987 La famiglia, diretto da Ettore Scola.
- Adriana è un personaggio del film del 1992 Maledetto il giorno che t'ho incontrato, diretto da Carlo Verdone.
- Adriana Balestra è un personaggio del film del 1983 Sapore di mare, diretto da Carlo Vanzina.
- Adrienne Charrier è un personaggio del film del 1978 Il vizietto, diretto da Édouard Molinaro.
- Adrienne Frost è un personaggio dei fumetti Marvel Comics.
- Adriana Paleari è un personaggio del romanzo Il fu Mattia Pascal di Luigi Pirandello.
- Adrianna Tate-Duncan è un personaggio della serie televisiva 90210.
- Nel film Rocky è famosa la scena finale in cui il protagonista, al termine dell'incontro di pugilato, grida il nome della donna che ama, Adriana appunto.
- Adriana è il titolo di una canzone del 1978 di Marco Ferradini.
- Adrienne è un singolo dei The Calling del 2002.

## Toponimi
- Adriana è un cratere d'impatto presente sulla superficie di Titania, il maggiore dei satelliti di Urano, così battezzato in riferimento al personaggio omonimo dell'opera La commedia degli errori di William Shakespeare.